# Kwangmyŏngsŏng-3 Unidad 2
Kwangmyŏngsŏng-3 Unit 2 o Gwangmyeongseong-3 ho 2-hogi (Hangul: 광명성―3; Hanja: 光明星3號2號機; traducido del coreano como "Estrella Brillante-3 Unidad 2" o Lode Star-3 Unit 2) fue el primer satélite lanzado con éxito desde Corea del Norte (RPDC), una nave espacial de observación de la Tierra que se lanzó el 12 de diciembre de 2012 a las 00:49 UTC, para reemplazar al Kwangmyŏngsŏng-3 original, que no pudo alcanzar la órbita el 13 de abril de 2012. El Consejo de Seguridad de las Naciones Unidas condenó el lanzamiento del satélite, considerándolo como una violación de la prohibición de las pruebas de misiles balísticos de Corea del Norte, ya que la tecnología de los cohetes es la misma.
El lanzamiento se produjo durante el período en que la RPDC conmemoraba el primer aniversario de la muerte del exlíder Kim Jong-il y justo antes del primer lanzamiento nacional de un satélite en Corea del Sur y las elecciones presidenciales de Corea del Sur el 19 de diciembre de 2012. El lanzamiento exitoso convierte a la RPDC en la décima potencia espacial capaz de poner satélites en órbita utilizando sus propios vehículos de lanzamiento.
Corea del Norte declaró que el lanzamiento fue exitoso y el ejército de Corea del Sur y el Mando de Defensa Aeroespacial de América del Norte (NORAD) informaron que las indicaciones iniciales sugerían que un objeto había alcanzado la órbita. Corea del Norte había afirmado anteriormente que los lanzamientos Kwangmyŏngsŏng-1 y Kwangmyŏngsŏng-2 fueron exitosos, a pesar de que fuentes militares estadounidenses afirmaron que no lograron alcanzar la órbita. Varios días después del lanzamiento, fuentes occidentales declararon que, si bien el satélite había alcanzado inicialmente la órbita, ahora parecía estar cayendo y probablemente estaba fuera de control.

## Antecedentes
El lanzamiento de Kwangmyŏngsŏng-3 Unit 2 fue el cuarto intento norcoreano de orbitar un satélite, y Corea del Norte afirmó que dos de los lanzamientos anteriores habían puesto sus cargas útiles en órbita a pesar de que varios otros países confirmaron que los lanzamientos habían fallado, y sin confirmación independiente. que el satélite estaba en órbita. El primer intento ocurrió en agosto de 1998, con un cohete portador de Baekdusan intentando lanzar Kwangmyŏngsŏng-1; el segundo ocurrió en abril de 2009 con Kwangmyŏngsŏng-2, y el tercero en abril de 2012 con el Kwangmyŏngsŏng-3 original. El lanzamiento de abril de 2012 fue el único que Corea del Norte reconoció haber fallado. Sin embargo, el lanzamiento de Kwangmyŏngsŏng-3 Unidad 2 convirtió a Corea del Norte en el décimo país en poner un satélite en órbita utilizando un cohete portador desarrollado localmente. El cohete se fabricó en gran parte utilizando piezas y tecnología de producción nacional; Esta capacidad se considera motivo de mayor preocupación sobre la capacidad de Corea del Norte para desarrollar tecnología de misiles balísticos a pesar de las sanciones. The rocket was largely made using domestically produced parts and technology; this ability is seen as cause for greater concern over North Korea's ability to develop ballistic missile technology despite sanctions.

## Anuncio previo al lanzamiento
El lanzamiento se anunció el 1 de diciembre de 2012, cuando la Agencia Central de Noticias de Corea (KCNA) informó que el Comité Coreano de Tecnología Espacial (KCST) les informó que "[planean] lanzar otro satélite en funcionamiento, la segunda versión de Kwangmyŏngsŏng-3, fabricado por sus propios esfuerzos y con su propia tecnología, fiel a los pedidos del líder Kim Jong-il", con una ventana de lanzamiento prospectiva del 10 al 22 de diciembre de 2012. Las zonas de amerizaje del lanzador se informaron a la Organización Marítima Internacional, lo que indica que se pretendía una órbita polar.
El 8 de diciembre de 2012, la KCNA informó que el KCST respondió a la "pregunta planteada por la KCNA en relación con el lanzamiento de la segunda versión del satélite Kwangmyŏngsŏng-3" y también informó que el período de lanzamiento se había ampliado hasta el 29 de diciembre de 2012.

## Lanzamiento
El 12 de diciembre de 2012, se lanzó el Kwangmyŏngsŏng-3 desde la zona de lanzamiento de satélites de Sohae a las 00:49:46 UTC (09:49 KST). El Mando de Defensa Aeroespacial de América del Norte pudo rastrear el cohete en este momento. La primera etapa impactó el océano a 200 kilómetros (120 millas) de la costa oeste de Corea del Sur a las 00:58, con el carenado descendiendo un minuto después 100 kilómetros (62 millas) hacia abajo. A la 01:01, el cohete sobrevoló Okinawa, y la segunda etapa impactó a 300 kilómetros (190 millas) al este de Filipinas cuatro minutos después. Durante el ascenso, el cohete realizó una maniobra de pata de perro para aumentar su inclinación lo suficiente como para alcanzar una órbita sincrónica con el sol.
El satélite se desplegó en una órbita polar sincrónica con el sol con un apogeo de 584 kilómetros (363 millas), un perigeo de 499 kilómetros (310 millas), 97,4 grados de inclinación orbital y un período orbital de 95 minutos y 29 segundos. La nave espacial se separó de la tercera etapa del cohete a las 00:59:13; nueve minutos y 27 segundos después del despegue. El Comando Espacial de EE. UU. Comenzó a rastrear tres objetos desde el lanzamiento, lo que le dio a Kwangmyŏngsŏng-3 el Número de catálogo de satélite 39026 y el designador internacional 2012-072A. Más tarde comenzaron a rastrear un cuarto objeto que estaba relacionado con el lanzamiento.
Al día siguiente, los funcionarios estadounidenses que rastreaban el satélite informaron que parecía estar "cayendo fuera de control" en su órbita. Sin embargo, fuentes norcoreanas dijeron que el satélite orbitaba normalmente. Los datos recopilados por España, Italia y Reino Unido sugieren que el brillo del satélite ha estado fluctuando, lo que indica que está cayendo mientras orbita.

## Reacciones
Al mediodía, hora local, la Agencia Central de Noticias de Corea (KCNA) publicó un informe de noticias sobre el lanzamiento:

Pyongyang, 12 de diciembre (KCNA) - La segunda versión del satélite Kwangmyŏngsŏng-3 despegó con éxito desde el Centro Espacial Sohae en el condado de Cholsan, provincia de Phyongan del Norte, con el cohete portador Unha-3 el miércoles. El satélite entró en su órbita preestablecida.

 El informe fue seguido por otro informe de la KCNA más detallado más tarde en la tarde que decía:

Científicos y técnicos de la RPDC lanzaron con éxito la segunda versión del satélite Kwangmyŏngsŏng-3 a su órbita mediante el cohete portador Unha-3, fiel a las últimas instrucciones del líder Kim Jong Il.

El cohete portador Unha-3 con la segunda versión del satélite Kwangmyŏngsŏng-3 en la parte superior despegó del Centro Espacial Sohae en el condado de Cholsan, provincia de Phyongan del Norte a las 09:49:46 del 12 de diciembre, Juche 101 (2012). El satélite entró en su órbita preestablecida a las 09:59:13, 9 minutos y 27 segundos después del despegue.
El satélite gira alrededor de la órbita polar a 499,7 km de altitud de perigeo y 584,18 km de altitud de apogeo con un ángulo de inclinación de 97,4 grados. Su ciclo es de 95 minutos y 29 segundos.
El satélite científico y tecnológico está equipado con dispositivos de prospección y comunicaciones esenciales para la observación de la Tierra.
El exitoso lanzamiento del satélite es un orgulloso fruto de la política del Partido de los Trabajadores de Corea de otorgar importancia a la ciencia y la tecnología. También es un evento de gran cambio en el desarrollo de la ciencia, la tecnología y la economía del país mediante el pleno ejercicio del derecho independiente a utilizar el espacio con fines pacíficos.

En un momento en que grandes anhelos y reverencia por Kim Jong Il invaden todo el país, sus científicos y técnicos llevaron a cabo brillantemente sus órdenes para lanzar un satélite científico y tecnológico en 2012, el año que marca el centenario del nacimiento del presidente Kim Il Sung.

 El 20 de diciembre, la Televisión Central de Corea (KCTV) emitió un documental de 27 minutos titulado "Lanzamiento exitoso de Kwangmyŏngsŏng 3-2 bajo el liderazgo del querido mariscal Kim Jong-Un". El documental mostró imágenes de los preparativos para el lanzamiento del cohete y cómo Kim Jong-Un estuvo involucrado en los preparativos.